# Ondřej Štěpánek
Pour les articles homonymes, voir Štěpánek.
Ondřej Štěpánek est un céiste tchèque pratiquant le slalom né le 28 novembre 1979 à Brandýs nad Labem.

## Palmarès

### Jeux olympiques
- Médaille de bronze aux Jeux olympiques de 2004 à Athènes en canoë biplace hommes.
- Médaille d'argent aux Jeux olympiques de 2008 à Pékin en  canoë biplace hommes.

### Championnats du monde de canoë-kayak slalom
- Médaille d'argent en canoë biplace en 2003 à Augsbourg,  Allemagne
- Médaille d'argent en canoë biplace en 2005  à Sydney,  Australie
- Médaille d'or en canoë biplace en 2006 à Prague,  République tchèque
- Médaille d'or en canoë biplace en 2007 à Foz do Iguaçu,  Brésil
- Médaille d'argent en canoë biplace en 2010 à Tacen,  Slovénie
- Médaille d'or en canoë biplace par équipe en 2013 à Prague,  Tchéquie
- Médaille d'argent en canoë biplace en 2013 à Prague,  Tchéquie

### Championnats d'Europe de canoë-kayak slalom
- Médaille d'or en canoë biplace en 2004 à Skopje  Macédoine
- Médaille d'or en canoë biplace en 2005 à Tacen  Slovénie
- Médaille de bronze en canoë biplace par équipe en 2006 à L'Argentière-la-Bessée  France
- Médaille d'argent en canoë biplace en 2007 à Liptovský Mikuláš  Slovaquie
- Médaille d'argent en canoë biplace par équipe en 2007 à Liptovský Mikuláš  Slovaquie
- Médaille d'or en Canoë biplace par équipe en 2009 à Nottingham,  Royaume-Uni
- Médaille d'argent en canoë biplace en 2010 à Čunovo,  Slovaquie
- Médaille d'argent en canoë biplace par équipe en 2010 à Čunovo,  Slovaquie